# Cellaria immersa
Cellaria immersa är en mossdjursart som först beskrevs av Tenison Woods 1880.  Cellaria immersa ingår i släktet Cellaria och familjen Cellariidae. Inga underarter finns listade i Catalogue of Life.